# Oribatula commutata
Oribatula commutata är en kvalsterart som beskrevs av Iordansky 1991. Oribatula commutata ingår i släktet Oribatula och familjen Oribatulidae. Inga underarter finns listade i Catalogue of Life.